# Carlo V di Francia
Carlo V, detto il Saggio (in francese Charles V le Sage; Vincennes, 21 gennaio 1338 – Nogent-sur-Marne, 16 settembre 1380), è stato duca di Normandia dal 1350 e re di Francia dal 1364. Carlo fu il terzo re di Francia della dinastia dei Valois; è stato il figlio maschio primogenito del duca di Normandia, del Maine, di Poitiers, di Aquitania e Borgogna, conte d'Angiò e re di Francia Giovanni II il Buono.
Un uomo molto religioso ebbe una particolare venerazione per San Luigi IX, suo antenato. Fu tollerante e amante del lusso, spese molto per circondarsi di oggetti preziosi, trasformò e abbellì il Palazzo reale del Louvre, edificò l'Hotel Saint-Pol e completò il castello di Vincennes.
Colto e letterato, amante della filosofia e delle scienze, fondò la prima biblioteca reale in Francia, quella che in seguito fu la Biblioteca nazionale di Francia. Venne ospitata al Louvre, e dotata, tra le altre, di traduzioni di autori antichi eseguite appositamente per la sua persona.

## Biografia
Carlo, nato nel Castello di Vincennes (Île-de-France), fu investito del titolo di Delfino in quanto figlio del futuro re di Francia Giovanni. Egli fu quindi il primo erede al trono francese a usare questo titolo da quando Umberto II di Albon, nel 1349, aveva venduto la contea di Vienne, detta Delfinato, al re Filippo VI di Francia, a condizione che il titolo nobiliare di Delfino venisse riservato all'erede al trono di Francia.

### Il delfino

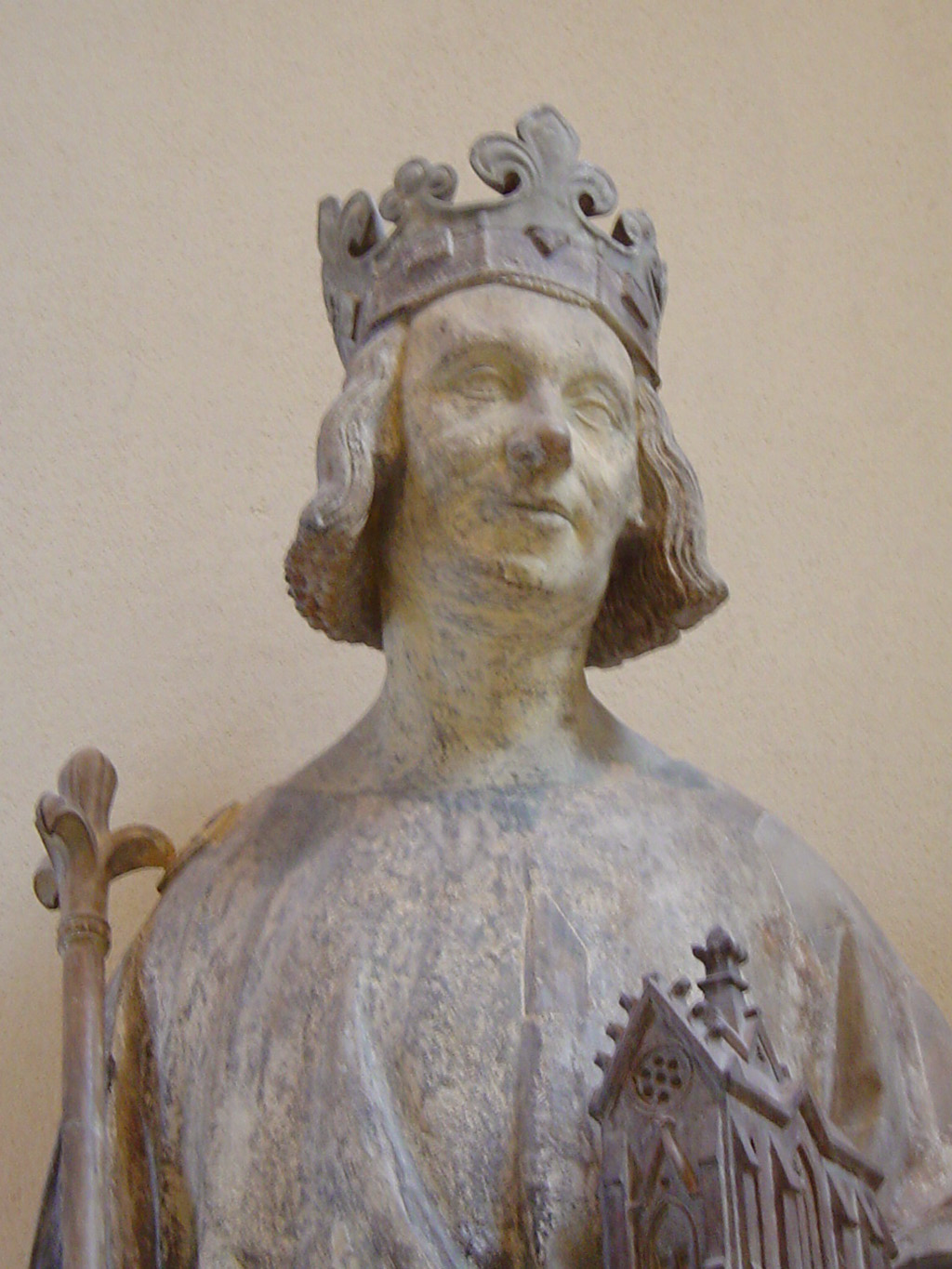
Carlo V di Francia.

Nel 1355 Carlo fu investito dal padre Giovanni II del titolo di duca di Normandia. In quello stesso anno Carlo concluse un trattato con il conte Verde, Amedeo VI di Savoia, con cui riceveva dal conte le terre che possedeva nel Delfinato, mentre Amedeo VI riceveva da Carlo tutti i territori del genevese.
Nell'estate del 1356 il re di Navarra e conte d'Évreux Carlo II detto il Malvagio, cercò di attirare in una congiura di normanni e navarrini contro Giovanni II il figlio maggiore, l'erede al trono di Francia, il delfino Carlo il Saggio; Giovanni II reagì facendo imprigionare in Normandia il re di Navarra. Richiesto da Normanni e Navarrini, il re d'Inghilterra Edoardo III intervenne e, da Bordeaux, si mosse il figlio del re inglese Edoardo il Principe Nero, che nelle vicinanze di Poitiers affrontò e sconfisse i francesi nella Battaglia di Poitiers, in cui il re di Francia Giovanni II fu fatto prigioniero.
Sempre nel 1356 Carlo, come conte del Delfinato, feudo imperiale, si era recato a Metz per rendere omaggio all'imperatore Carlo IV di Lussemburgo, ma quando la dieta si svolse, a dicembre, ormai suo padre Giovanni II era stato fatto prigioniero degli inglesi; allora Carlo chiese l'aiuto dell'imperatore, che gli concesse a l'investitura del Delfinato, lo nominò vicario imperiale per la regione, ma non fece altro a favore della Francia.

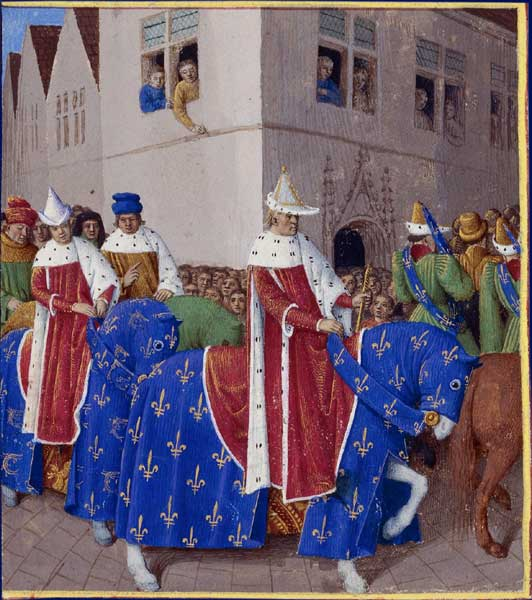
Carlo V a cavallo

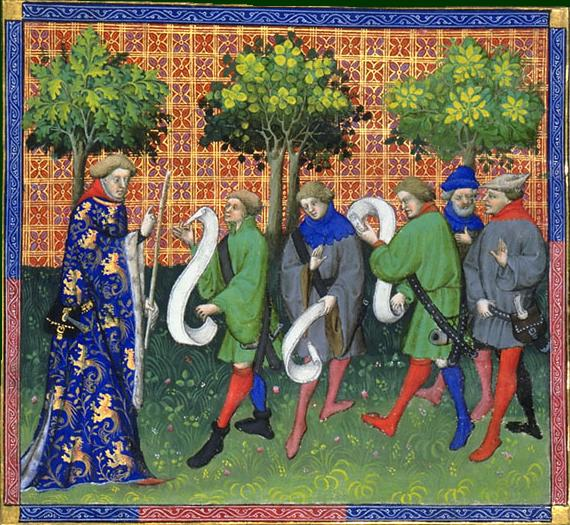
Miniatura raffigurante Carlo V

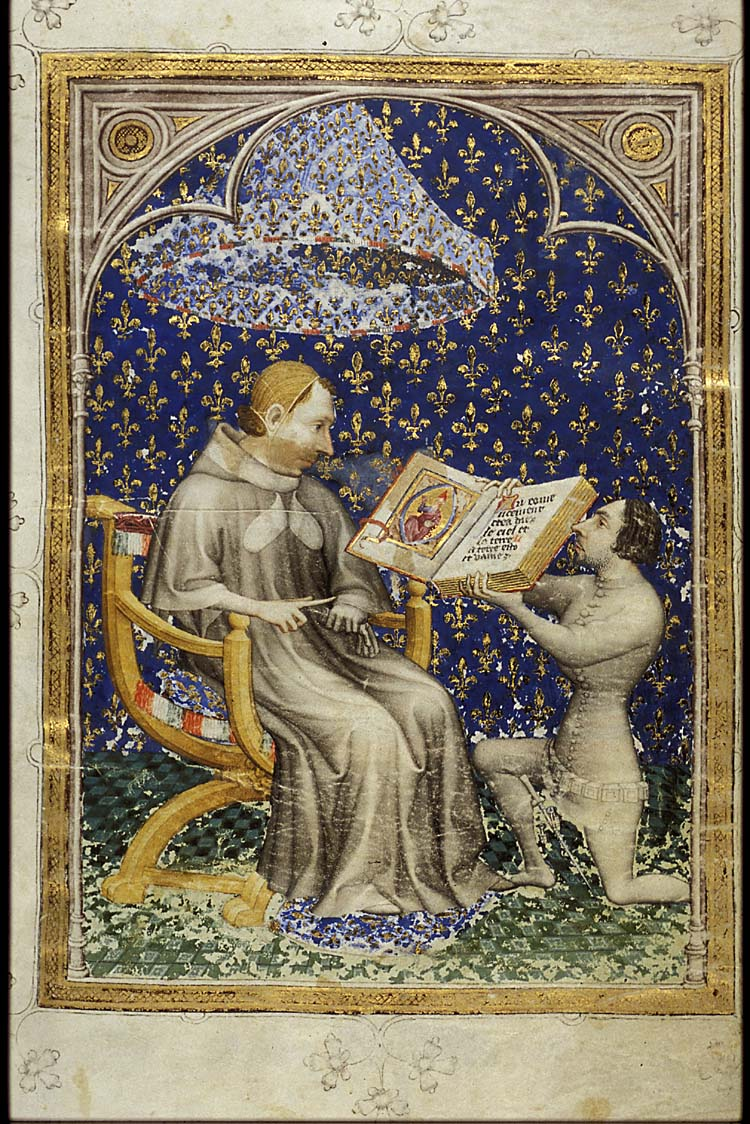
Carlo V di Francia riceve la Bibbia da Giovanni di Vaudetar

### Il reggente
Carlo il Saggio, delfino di Francia e duca di Normandia, governava il regno di Francia appoggiato da un consiglio di nobili di cui faceva parte anche Étienne Marcel, un ricco commerciante di drappi che voleva portare cambiamenti nella politica francese, aveva il favore della popolazione di Parigi ed era partigiano di Carlo il Malvagio, del quale chiedeva la liberazione.
Nel novembre del 1357 Carlo II di Navarra riuscì a evadere dal castello di Arleux e raggiunse Parigi, dove fece alleanza con Marcel. I due, pensando di potere controllare il delfino, lo nominarono reggente del regno. Il delfino però, con un pretesto, lasciò Parigi e a Compiègne, come reggente, convocò l'assemblea degli Stati Generali, a lui fedele, e cominciò a raccogliere truppe per la sua causa.
I due schieramenti (i lealisti del delfino e i navarrini, appoggiati dagli inglesi) cominciarono a fare razzie nelle campagne intorno a Parigi, portando ai contadini disagi e sofferenze, per cui il 28 maggio 1358, dopo l'uccisione di alcuni signorotti nella zona di Beauvais in Piccardia, esplose improvvisa la collera contadina contro la nobiltà, colpevole della sconfitta francese di Poitiers, nella rivolta che fu detta Jacquerie ed era guidata da Guglielmo Carle.

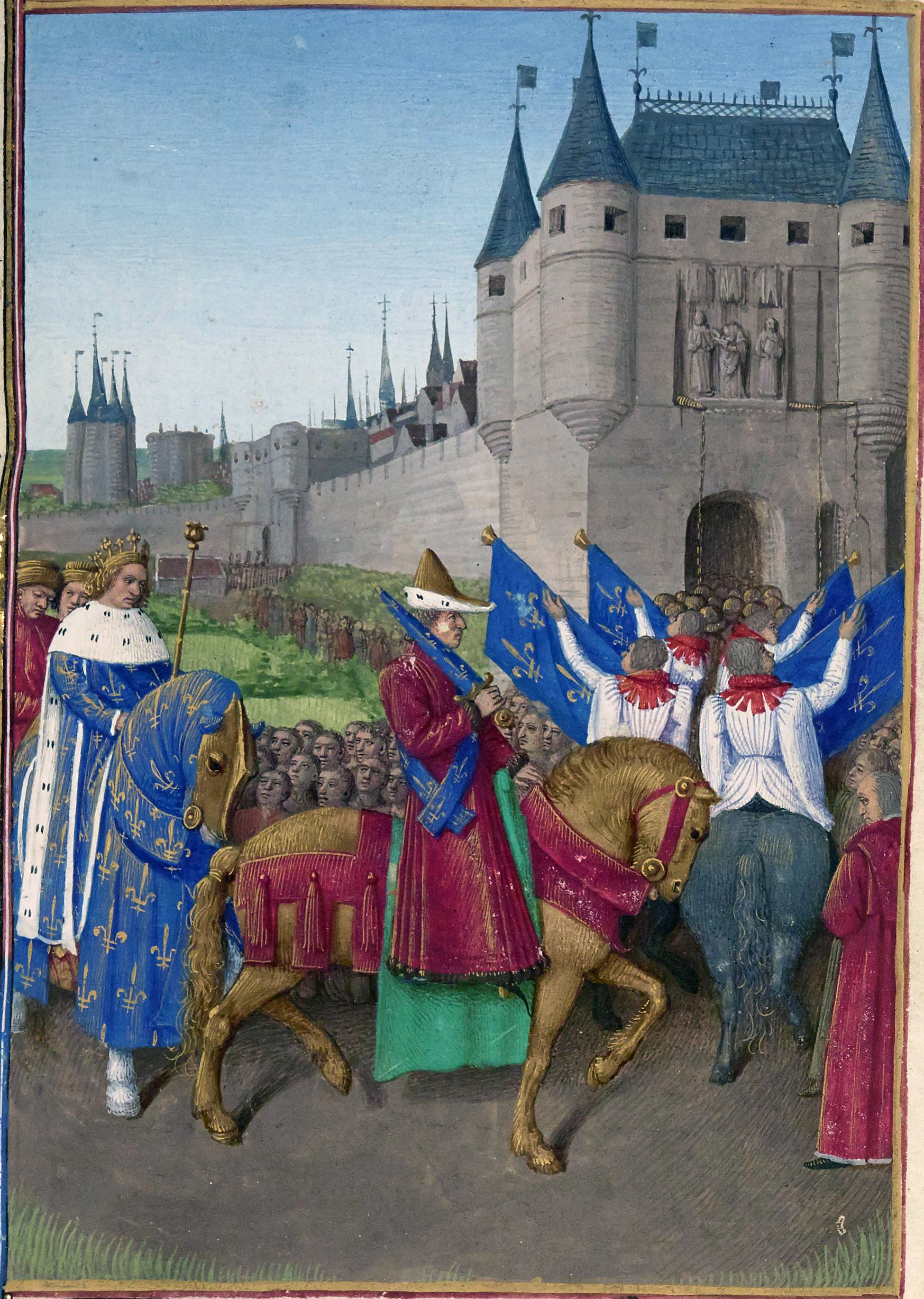
Ingresso di Carlo V a Parigi il 2 agosto 1358.

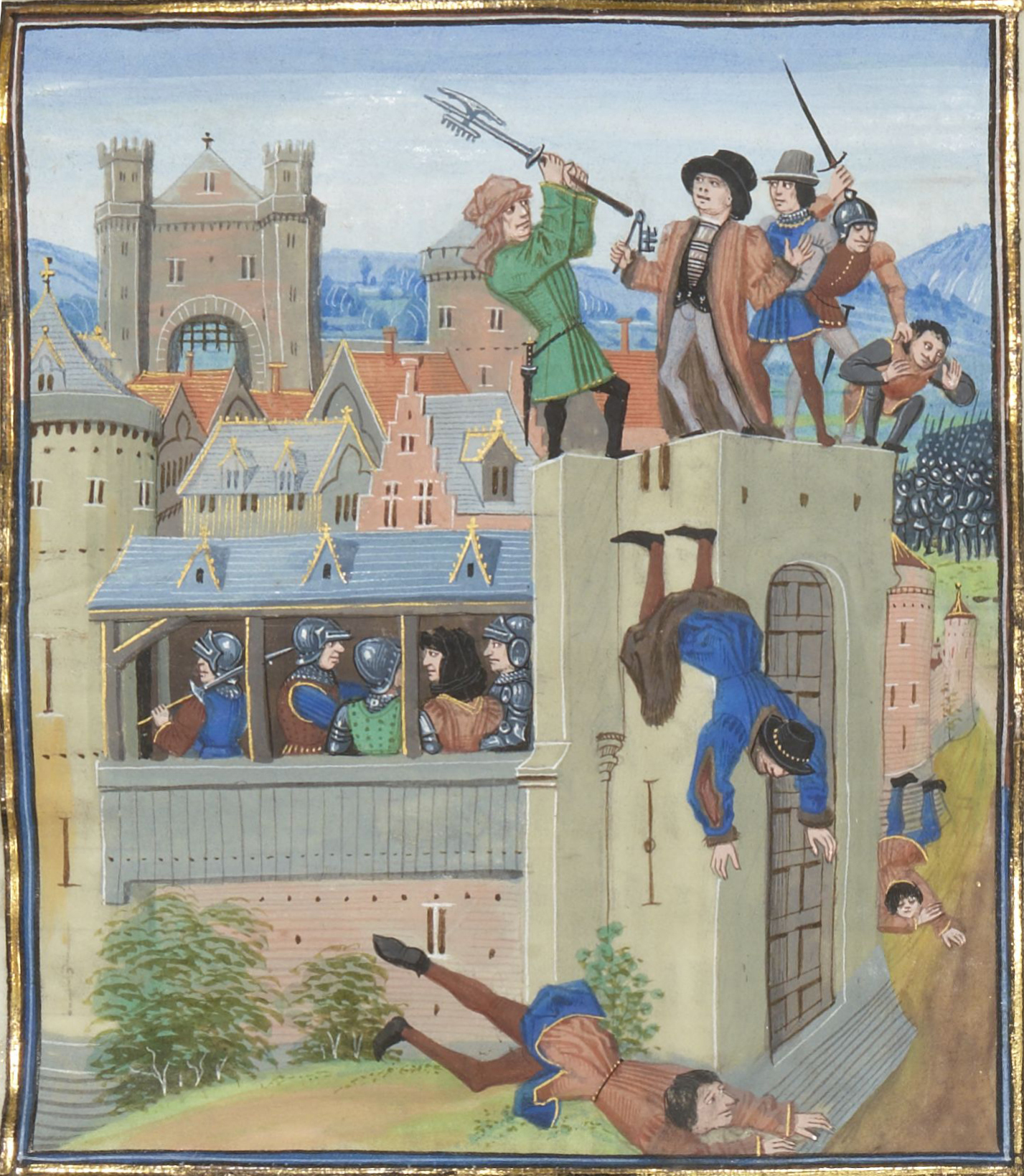
Assassinio di Étienne Marcel il 21 luglio 1358.

La rivolta colpì la nobiltà soprattutto con i saccheggi delle dimore nobiliari e dei castelli. Étienne Marcel, senza arrivare a una vera e propria alleanza, appoggiò la Jacquerie mentre Carlo il Malvagio riuscì, con l'inganno e il tradimento, a catturare Guglielmo Carle e a farlo giustiziare decretando la fine della rivolta che nella seconda metà di giugno, priva di capi, fu repressa nel sangue dalla nobiltà (già il 24 giugno erano morti più di 20.000 contadini).
Forse il re di Navarra aveva intenzione di entrare a Parigi e proclamarsi re di Francia, ma quando il 21 luglio 1358 il popolo parigino uccise Étienne Marcel, rinunciò. Il 2 agosto il delfino entrò a Parigi, accolto con entusiasmo.
Convocati gli stati generali, fu decretato di fare guerra agli inglesi, ma il delfino preferì attaccare il re di Navarra e la città di Melun fu assediata; per paura che Carlo il Malvagio ottenesse l'aiuto inglese, nel giugno del 1359 fu siglata la pace, che vedeva il re di Navarra mantenere tutte le sue proprietà e riceverne altre in cambio di Melun e in più il permesso di rientrare a Parigi.

1365: La Francia dopo il trattato di Brétigny, confermato a Calais.
In rosso: le proprietà inglesi prima del trattato.
In verde chiaro: le proprietà del re di Navarra, Carlo il Malvagio, nella penisola iberica e nel nord delle Francia.
In viola: I territori ceduti dalla Francia agli inglesi dopo Brétigny.

### Il trattato di Brétigny
La tregua di Bordeaux però era scaduta e Edoardo III, in autunno, marciò su Reims per farsi incoronare re di Francia. Reims però non lo fece entrare, allora Edoardo pose il campo invernale in Borgogna e, in primavera, si presentò davanti a Parigi. Il 1º maggio 1360, iniziarono le trattative di pace a Brétigny, che si conclusero dopo circa una settimana:
- il re d'Inghilterra Edoardo III rinunciava al trono di Francia, ma in compenso otteneva diversi territori per cui, oltre al Ponthieu e al porto di Calais, tutta la Guascogna e buona parte dell'Aquitania furono confermati a Edoardo. La Francia doveva ritirarsi.
- il regno di Francia doveva pagare per Giovanni II un riscatto di tre milioni di corone d'oro, in diverse rate, di cui la prima, alla liberazione del re, era di 600.000 corone.
- come pegno per le rate future dovevano essere consegnati numerosi ostaggi, scelti tra la migliore nobiltà, tra cui i figli del re Giovanni, Luigi (1339-1384), duca di Angiò e Giovanni (1340-1416), duca di Berry.

Giovanni II arrivò a Calais in luglio, si attesero gli ostaggi e furono raccolte solo 400.000 corone, Edoardo III si accontentò e il 24 ottobre 1360 il trattato di Brétigny fu ratificato (pace di Calais).

### Seconda reggenza
Giovanni II, dato che il suo secondogenito, Luigi, duca d'Angiò, era venuto meno alla parola data ed era fuggito dalla prigione, per salvare l'onore si riconsegnò agli inglesi. Il delfino, Carlo, fu nominato reggente e Giovanni, a gennaio del 1364, rientrò a Londra dove morì l'8 aprile 1364.
Carlo il Malvagio, ritenendosi espropriato del ducato di Borgogna, dopo la partenza di Giovanni II, che, alla morte di Filippo di Rouvres, nel 1361, aveva deciso di incamerare il ducato nei domini della corona e nel 1363 si era recato personalmente a Digione per prenderne possesso e consegnarlo al figlio maschio quartogenito, Filippo (1342-1404), detto l'Ardito, aprì nuovamente le ostilità contro il delfino, Carlo il Saggio.
Ma prima che Carlo il Malvagio avesse iniziato le operazioni militari, il generale di Carlo V, Bertrand du Guesclin, aveva già conquistato Mantes e Meulan, e l'esercito navarrino che fu inviato contro il Guesclin fu sconfitto presso Cocherel, per cui Carlo il Malvagio fu espulso dalla valle della Senna.

### Il re
Carlo fu incoronato re di Francia il 19 maggio 1364 nella cattedrale di Reims. Dopo circa un anno di scontri in Normandia senza grandi successi per entrambe le parti il 3 marzo 1365, a Pamplona, fu firmata la pace tra il re di Francia e Carlo il Malvagio che, pur rinunciando a ogni pretesa sul trono di Francia, non volle giurare fedeltà al re. Il giuramento di fedeltà lo fece poi solo nel 1371, con il trattato di Vernon del 29 marzo, con il quale in cambio ricevette la sovranità su Montpellier.

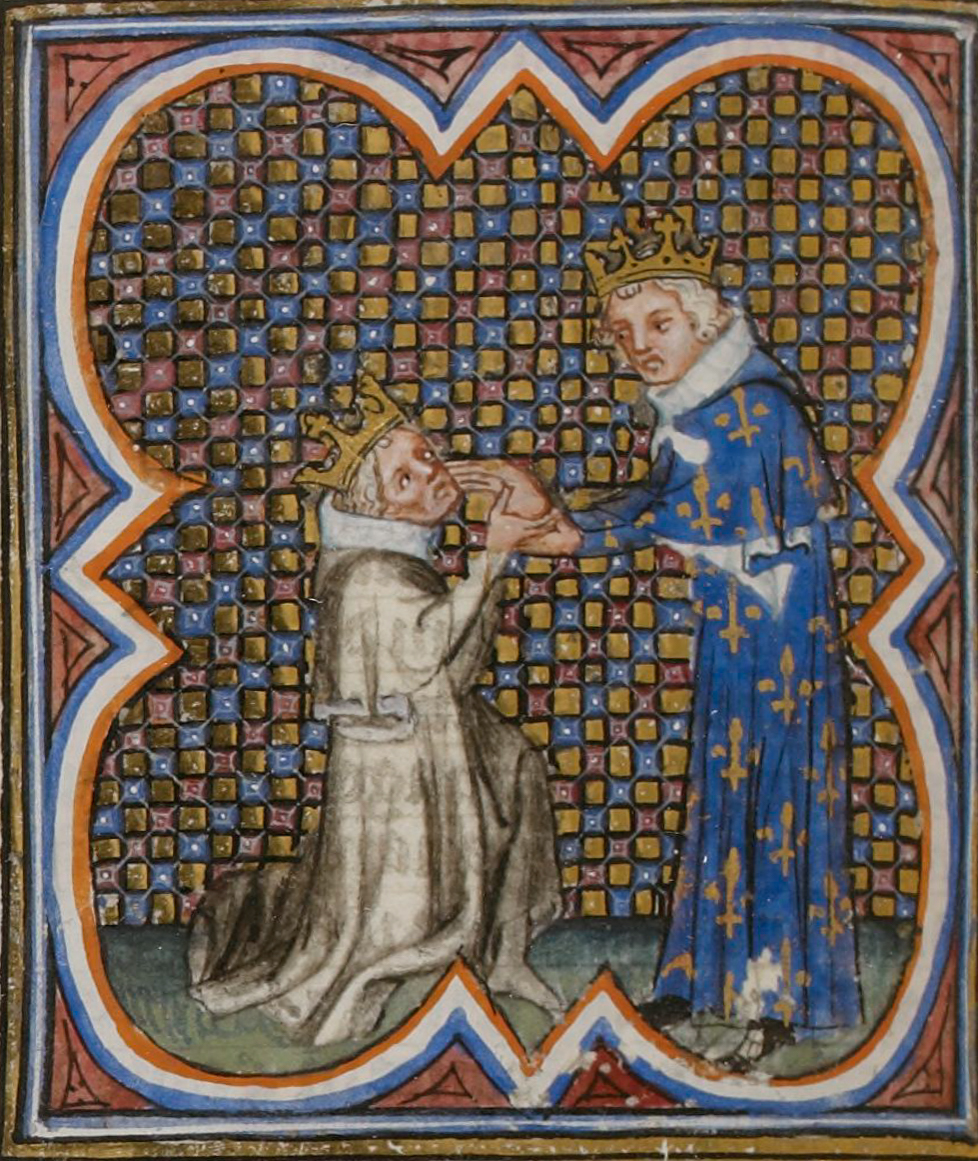
Carlo V riceve l'omaggio di Carlo di Navarra al trattato di Vernon

Nel 1365 anche il nuovo duca di Bretagna, Giovanni di Montfort, fece omaggio di sottomissione al re di Francia, Carlo V.

#### La guerra civile di Castiglia
Nel 1366 Carlo V il Saggio appoggiò la sollevazione contro il re di Castiglia Pietro I il Crudele, guidata dal fratellastro, Enrico conte di Trastamara. Pietro invece era appoggiato dagli inglesi del principe di Galles, Edoardo il Principe Nero, che avevano base a Bordeaux, e dal re di Navarra, Carlo II il Malvagio, che aveva permesso il passaggio a Edoardo che, il 3 aprile 1367, vinse la battaglia di Nájera, e fece prigioniero il comandante delle truppe avversarie, Bertrand du Guesclin. Ma Edoardo era ammalato e dovette lasciare la Castiglia.
Dopo che per tutto il 1368 la situazione era rimasta in stato di stallo, nelle vicinanze di Montiel, il 14 marzo 1369, Enrico di Transtamara lanciò l'offensiva finale che sbaragliò le truppe di Pietro, che quella notte si trovò di fronte al fratellastro. I due si scagliarono uno contro l'altro e quando sembrava che Pietro avesse la meglio, du Guesclin intervenne e atterrò Pietro che fu sopraffatto e ucciso da Enrico, che gli successe sul trono.

#### Il matrimonio del fratello
Nel 1369, riuscì a combinare il matrimonio di suo fratello, il duca di Borgogna, Filippo detto l'Ardito con la vedova di Filippo di Rouvres, Margherita di Mâle o di Dampierre, ereditiera delle contee di Fiandra, di Nevers, di Rethel, di Borgogna e di Artois e dei ducati di Brabante e Limburgo.

#### La ripresa della guerra contro gli inglesi
La guerra con gli inglesi riprese e Carlo che aveva riorganizzato l'esercito, nel 1370, nominò du Guesclin connestabile del regno che in quell'anno sconfisse gli inglesi e conquistò Limoges; il principe di Galles, Edoardo, allora, riprese il comando delle operazioni, riconquistò la città e la saccheggiò; poi rientrò in Inghilterra per l'aggravarsi della malattia.
Comunque le vittorie del du Guesclin continuarono, riconquistando prima il Poitou e poi la Bretagna (1373). Nel 1378 il conte di Foix catturò alcuni agenti del re di Navarra e provò a Carlo V il Saggio, che Carlo il Malvagio continuava a complottare con il re d'Inghilterra Edoardo III e inoltre aveva organizzato un complotto per avvelenare Carlo V che, senza esitare, fece occupare i territori normanni del re di Navarra, il cui figlio ed erede Carlo il Nobile venne catturato e gli fu imposto dal re di Francia di ripudiare il padre.
Mentre, nel contempo, la Navarra veniva attaccata e sconfitta dal re di Castiglia. Anche il duca di Bretagna fu accusato e, il 18 dicembre 1378, condannato per fellonia, quindi espropriato del suo ducato; ma i Bretoni reagirono e si ribellarono compatti contro il re di Francia e Giovanni IV rientrò in possesso del ducato.

#### Il grande scisma
Sotto il regno di Carlo V, nonostante le sue suppliche, Avignone aveva cessato di essere sede pontificia; il papa Gregorio XI, il 17 gennaio 1377, aveva riportato a Roma la Santa Sede. L'anno dopo Gregorio morì. Carlo V accettò il nuovo pontefice Urbano VI e quando i cardinali elessero un nuovo papa, l'antipapa Clemente VII, in un primo tempo si mantenne neutrale e solo dopo che i sacerdoti di Francia, radunati a Vincennes nel novembre 1378, si erano espressi contro Urbano e avere esaminato i rapporti dei vari cardinali che avevano presenziato ad entrambe le elezioni, Carlo V si pronunciò per Clemente VII, che nel frattempo aveva riportato la sua sede a Avignone.

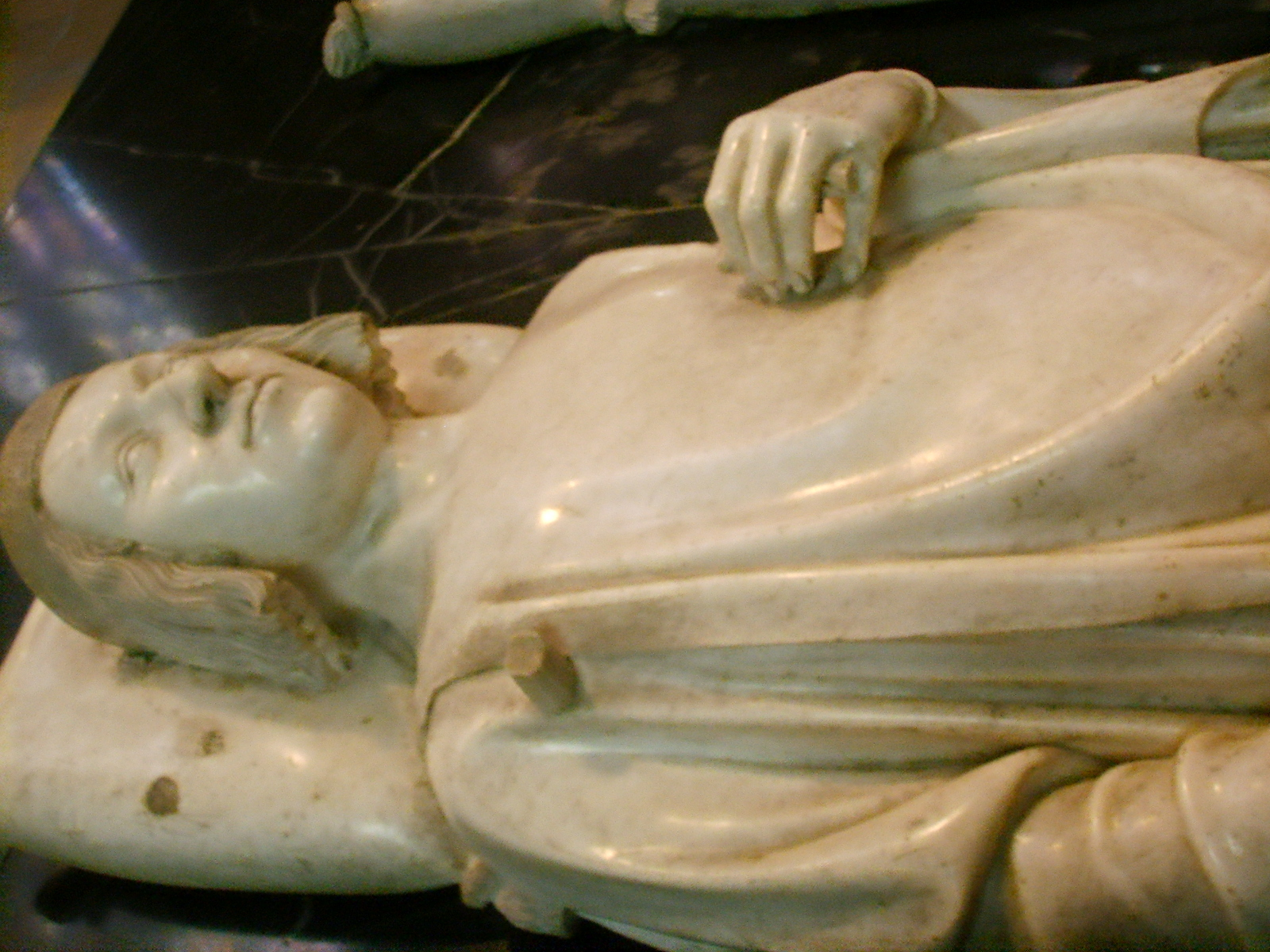
Statua sulla tomba di Carlo V.

#### Ultimi anni e morte
Dopo un'ultima scorreria inglese, senza esito, attraverso il nord della Francia, Carlo V fu colpito da una grave malattia, e alla sua morte, avvenuta nel 1380, nel castello di Beauté-sur-Marne a Nogent-sur-Marne, vicino a Vincennes, quasi tutti i territori francesi caduti in mano inglese a causa della prima parte della Guerra dei cent'anni e del trattato di Bretigny e della pace di Calais, erano tornati a fare parte dei possedimenti francesi. Il suo corpo venne tumulato, assieme a quello della moglie, Giovanna, morta due anni prima, nell'abbazia di Saint-Denis. Dopo la sua morte il figlio, Carlo VI, salì al trono di Francia sotto la reggenza dei quattro duchi d'Angiò, Borgogna, Orléans e Berry.

## Famiglia
Carlo V sposò nel 1350 Giovanna di Borbone, figlia di Pietro I di Borbone. Ebbero dieci figli:
- Giovanna (fine settembre 1357-21 ottobre 1360);
- Giovanni (1359-dopo il 19 maggio 1364);
- Bonne (1360-7 novembre 1360);
- Giovanni (6 giugno-21 dicembre 1366);
- Carlo, futuro Carlo VI (1368-1422);
- Maria (27 febbraio 1370-giugno 1377);
- Luigi (13 marzo 1372-23 novembre 1407), duca d'Orléans;
- Isabella (24 luglio 1373-23 febbraio 1378);
- Caterina (4 febbraio 1378-ottobre 1388).

## Ascendenza
|                           |                           |                           | Genitori               |  |  | Nonni |  |  | Bisnonni        |  |  | Trisnonni              |  |
|                           |                           |                           |                        |  |  |       |  |  | Carlo di Valois |  |  | Filippo III di Francia |  |
|                           |                           |                           |                        |  |  |       |  |  | Carlo di Valois |  |  | Filippo III di Francia |  |
|                           |                           | Isabella d'Aragona        |                        |  |  |       |  |  | Carlo di Valois |  |  |                        |  |
| Filippo VI di Francia     |                           |                           |                        |  |  |       |  |  | Carlo di Valois |  |  |                        |  |
|                           |                           | Margherita d'Angiò        | Carlo II d'Angiò       |  |  |       |  |  |                 |  |  |                        |  |
|                           |                           | Margherita d'Angiò        | Carlo II d'Angiò       |  |  |       |  |  |                 |  |  |                        |  |
|                           |                           | Margherita d'Angiò        | Maria d'Ungheria       |  |  |       |  |  |                 |  |  |                        |  |
| Giovanni II di Francia    |                           | Margherita d'Angiò        |                        |  |  |       |  |  |                 |  |  |                        |  |
|                           |                           | Roberto II di Borgogna    | Ugo IV di Borgogna     |  |  |       |  |  |                 |  |  |                        |  |
|                           |                           | Roberto II di Borgogna    | Ugo IV di Borgogna     |  |  |       |  |  |                 |  |  |                        |  |
|                           |                           | Roberto II di Borgogna    | Yolanda di Dreux       |  |  |       |  |  |                 |  |  |                        |  |
| Giovanna di Borgogna      |                           | Roberto II di Borgogna    |                        |  |  |       |  |  |                 |  |  |                        |  |
|                           |                           | Agnese di Francia         | Luigi IX di Francia    |  |  |       |  |  |                 |  |  |                        |  |
|                           |                           | Agnese di Francia         | Luigi IX di Francia    |  |  |       |  |  |                 |  |  |                        |  |
|                           |                           | Agnese di Francia         | Margherita di Provenza |  |  |       |  |  |                 |  |  |                        |  |
| Carlo V di Francia        |                           | Agnese di Francia         |                        |  |  |       |  |  |                 |  |  |                        |  |
|                           | Enrico VII di Lussemburgo | Enrico VI di Lussemburgo  |                        |  |  |       |  |  |                 |  |  |                        |  |
|                           | Enrico VII di Lussemburgo | Enrico VI di Lussemburgo  |                        |  |  |       |  |  |                 |  |  |                        |  |
|                           | Enrico VII di Lussemburgo | Beatrice d'Avesnes        |                        |  |  |       |  |  |                 |  |  |                        |  |
| Giovanni I di Lussemburgo | Enrico VII di Lussemburgo |                           |                        |  |  |       |  |  |                 |  |  |                        |  |
|                           |                           | Margherita di Lussemburgo | Giovanni I di Brabante |  |  |       |  |  |                 |  |  |                        |  |
|                           |                           | Margherita di Lussemburgo | Giovanni I di Brabante |  |  |       |  |  |                 |  |  |                        |  |
|                           |                           | Margherita di Lussemburgo | Margherita di Fiandra  |  |  |       |  |  |                 |  |  |                        |  |
| Bona di Lussemburgo       |                           | Margherita di Lussemburgo |                        |  |  |       |  |  |                 |  |  |                        |  |
|                           |                           | Venceslao II di Boemia    | Ottocaro II di Boemia  |  |  |       |  |  |                 |  |  |                        |  |
|                           |                           | Venceslao II di Boemia    | Ottocaro II di Boemia  |  |  |       |  |  |                 |  |  |                        |  |
|                           |                           | Venceslao II di Boemia    | Cunegonda di Kiev      |  |  |       |  |  |                 |  |  |                        |  |
| Elisabetta di Boemia      |                           | Venceslao II di Boemia    |                        |  |  |       |  |  |                 |  |  |                        |  |
|                           |                           | Giuditta di Asburgo       | Rodolfo I d'Asburgo    |  |  |       |  |  |                 |  |  |                        |  |
|                           |                           | Giuditta di Asburgo       | Rodolfo I d'Asburgo    |  |  |       |  |  |                 |  |  |                        |  |
|                           |                           | Giuditta di Asburgo       | Gertrude di Hohenberg  |  |  |       |  |  |                 |  |  |                        |  |
|                           |                           | Giuditta di Asburgo       |                        |  |  |       |  |  |                 |  |  |                        |  |